# 台湾国立大学系統
台湾国立大学系統（たいわんこくりつだいがくけいとう、英語: National University System of Taiwan、略称: NUST）は、各大学からなる。任意の学校の登録は、次の学期に実施される。

## 構成大学
- 国立中興大学
- 国立高雄大学
- 国立嘉義大学
- 国立彰化師範大学
- 国立台中教育大学
- 国立曁南国際大学
- 国立雲林科技大学
- 国立虎尾科技大学
- 国立勤益科技大学
- 国立台湾体育運動大学
- 国立聯合大学